# Roseau
Roseau (tidligere Charlotte Town) er hovedstaden i staten Dominica, med 14.741(2011)indbyggere. Fra byen eksporteres der bl.a. lime og krydderi.
Havnebyen ligger på den sydvestlige del af øen og er landets økonomiske og kulturelle centrum. Byen har daglig færgeforbindelse med Guadeloupe og Martinique. Roseau har også en lille lufthavn, Canefield Airport, IATA-kode: DCF).

## Historie
Dominica blev opdaget af Columbus 3. november 1493.